# Fareyova posloupnost
Fareyova posloupnost řádu n je posloupnost zlomků mezi 0 a 1, které jsou jednak v základním tvaru, jednak mají ve jmenovateli číslo menší nebo rovné n. Například pro n = 5 tedy vypadá takto:
F5 = {0⁄1, 1⁄5, 1⁄4, 1⁄3, 2⁄5, 1⁄2, 3⁄5, 2⁄3, 3⁄4, 4⁄5, 1⁄1}
Je pojmenována po britském geologovi Johnu Fareyovi st., který si všiml, že nové členy v posloupnosti Fn lze získat z řady Fn-1 jako medián dvou sousedních členů. Důkaz tohoto pozorování však podal až Cauchy.

## Vlastnosti

### Délka
Máme-li k dispozici Eulerovu funkci φ, můžeme délku n-té Fareyovy posloupnosti snadno vyjádřit jako
{\displaystyle |F_{n}|=|F_{n-1}|+\varphi (n).}
Asymptoticky lze velikost n-tého prvku posloupnosti odhadnout jako
{\displaystyle |F_{n}|\sim {\frac {3n^{2}}{\pi ^{2}}}.}